# Sevilleja de la Jara
Sevilleja de la Jara – gmina w Hiszpanii, w prowincji Toledo, w Kastylii-La Mancha, o powierzchni 233,95 km². W 2011 roku gmina liczyła 826 mieszkańców.